# Пливање на Летњим олимпијским играма 2024 — 100 м прсно за жене
Трке на 100 метара прсним стилом за жене на Летњим олимпијским играма 2024. одржале су се другог и трећег дана пливачких такмичења, 28. јуна (квалификације и полуфинале) и 29. јула (финале), на базену Дефанс арене у Паризу. Ова трка је тако по 15. пут била део званичног олимпијског програма од њеног званичног дебија на ЛОИ 1968. године. 
За трке у овој дисциплини било је пријављено 37 такмичарки из 32 земље. 
Титулу олимпијске победнице освојила је Јужноафриканка Татјана Смит, Кинескињи Танг Ћентинг је припало сребро, док је бронзану медаљу освојила репрезентативка Ирске Мона Макшари.

## Освајачи медаља
|                    | Резултат |                    | Резултат |                    | Резултат |
|                    |          |                    |          |                    |          |
| Татјана Смит (SAF) | 1:05.28  | Танг Ћентинг (CHN) | 1:05.54  | Мона Макшари (IRL) | 1:05.59  |

## Званични рекорди
Пре почетка такмичења, званични рекорди у овој дисциплини су били следећи:
|                      | Име                | Резултат | Место                 | Датум         |
| -------------------- | ------------------ | -------- | --------------------- | ------------- |
| Светски рекорд СР    | Лили Кинг (САД)    | 1:04.10  | Будимпешта (Мађарска) | 25. јул 2017. |
| Олимпијски рекорд ОР | Татјана Смит (ЈАР) | 1:04.80  | Токио (Јапан)         | 25. јул 2021. |

## Квалификационе норме
Квалификациона норма за учешће у овој дисциплини износила је 1:06.79 и све такмичарке које су испливали трку у том времену на неком од званичних такмичења у периоду између 1. марта 2023. и 23. јуна 2024, стекле су право да учествују на Ирама у Паризу. У случају да довољан број пливача нема испливану квалификациону норму, следећи параметар је било селекционо време од 1:07.12. Свака од земаља је имала право да учествује са по максимално два такмичара по дисциплини, под условом да оба такмичара имају испливану квалификациону норму. Одређен број учесничких квота је попуњен на основу специјалних позивница земљама које немају квалификованих спортиста у пливању.

## Резултати квалификација
Квалификационе трке у дисциплини 100 метара прсно за жене су пливане 28. јуна у јутарњем делу програма, са почетком од 11.27 часова по локалном времену (UTC+2). У квалификацијама је учествовале 37 пливачица из 32 земље, пливало се у 5 квалификационих група, а директан пласман у полуфинале остварило је 16 пливачица са најбољим резултатима.
| Пласман | Трка | Стаза | Пливачица           | НОК                       | Резултат | Нап.    |
| ------- | ---- | ----- | ------------------- | ------------------------- | -------- | ------- |
| 1.      | 4    | 5     | Татјана Смит        | Јужноафричка Република    | 1:05.00  | КВ      |
| 2.      | 5    | 4     | Танг Ћентинг        | Кина                      | 1:05.63  | КВ      |
| 3.      | 5    | 3     | Мона Макшари        | Ирска                     | 1:05.74  | КВ      |
| 4.      | 4    | 6     | Сатоми Сузуки       | Јапан                     | 1:06.04  | КВ      |
| 5.      | 3    | 4     | Лили Кинг           | Сједињене Америчке Државе | 1:06.10  | КВ      |
| 6.      | 5    | 5     | Бенедета Пилато     | Италија                   | 1:06.19  | КВ      |
| 7.      | 3    | 2     | Анастасија Горбенко | Израел                    | 1:06.22  | КВ, Одд |
| 8.      | 5    | 7     | Енели Јефимова      | Естонија                  | 1:06.24  | КВ      |
| 9.      | 4    | 4     | Рута Мејлутите      | Литванија                 | 1:06.34  | КВ      |
| 10.     | 4    | 1     | Алина Змушка        | Неутрални спортисти       | 1:06.37  | КВ      |
| 10.     | 3    | 6     | Лиса Анђолини       | Италија                   | 1:06.37  | КВ      |
| 12.     | 3    | 5     | Енгард Иванс        | Уједињено Краљевство      | 1:06.38  | КВ      |
| 13.     | 5    | 6     | Софи Хансон         | Шведска                   | 1:06.66  | КВ      |
| 14.     | 4    | 3     | Тес Схаутен         | Холандија                 | 1:06.69  | КВ      |
| 15.     | 5    | 2     | Котрина Тетеревкова | Литванија                 | 1:06.76  | КВ      |
| 16.     | 4    | 8     | Макарена Себаљос    | Аргентина                 | 1:06.89  | КВ      |
| 17.     | 4    | 7     | Јанг Чанг           | Кина                      | 1:06.91  | КВ      |
| 18.     | 5    | 8     | Софи Ангус          | Канада                    | 1:06.93  |         |
| 19.     | 3    | 3     | Реона Аоки          | Јапан                     | 1:06.98  |         |
| 20.     | 3    | 1     | Ана Елент           | Немачка                   | 1:07.00  |         |
| 21.     | 5    | 1     | Доминика Штандера   | Пољска                    | 1:07.22  |         |
| 22.     | 2    | 4     | Џена Страуч         | Аустралија                | 1:07.27  |         |
| 23.     | 3    | 8     | Лиза Мами           | Швајцарска                | 1:07.65  |         |
| 23.     | 4    | 2     | Ема Вебер           | Сједињене Америчке Државе | 1:07.65  |         |
| 25.     | 3    | 7     | Летиша Сим          | Сингапур                  | 1:07.75  |         |
| 26.     | 2    | 3     | Ида Хулко           | Финска                    | 1:08.73  |         |
| 27.     | 2    | 5     | Хесика Ваљ          | Шпанија                   | 1:08.78  |         |
| 28.     | 2    | 6     | Кристина Хорска     | Чешка                     | 1:08.96  |         |
| 29.     | 2    | 2     | Стефанија Гомез     | Колумбија                 | 1:09.16  |         |
| 30.     | 2    | 7     | Емили Сантос        | Панама                    | 1:09.94  |         |
| 31.     | 2    | 1     | Лин ел Хаџ          | Либан                     | 1:10.27  |         |
| 32.     | 2    | 8     | Ланихеј Коноли      | Кукова Острва             | 1:10.45  |         |
| 33.     | 1    | 4     | Жоусин Тан          | Малезија                  | 1:12.50  |         |
| 34.     | 1    | 5     | Имани ел Бароди     | Мароко                    | 1:14.57  |         |
| 35.     | 1    | 3     | Ели Шов             | Антигва и Барбуда         | 1:14.78  |         |
| 36.     | 1    | 6     | Амината Бероу       | Гамбија                   | 1:15.12  |         |
| 37.     | 1    | 2     | Лара Дашти          | Кувајт                    | 1:15.67  |         |

### Резултати полуфинала
Полуфиналне трке су пливане 28. јула у вечерњем делу програма, са почетком од 21.10 часова по локалном времену. Директан пласман у финале остварило је 8 такмичарки са најбољим резултатима.
| Пласман | Трка | Стаза | Пливачица           | НОК                       | Резултат | Нап.   |
| ------- | ---- | ----- | ------------------- | ------------------------- | -------- | ------ |
| 1       | 2    | 4     | Татјана Смит        | Јужноафричка Република    | 1:05.00  | КВ     |
| 2       | 2    | 5     | Мона Макшари        | Ирска                     | 1:05.51  | КВ     |
| 3       | 2    | 3     | Лили Кинг           | Сједињене Америчке Државе | 1:05.64  | КВ     |
| 4       | 1    | 4     | Танг Ћентинг        | Кина                      | 1:05.83  | КВ     |
| 5       | 1    | 2     | Алина Змушка        | Неутрални спортисти       | 1:05.93  | КВ, NR |
| 6       | 2    | 7     | Енгард Иванс        | Уједињено Краљевство      | 1:05.99  | КВ     |
| 7       | 1    | 3     | Бенедета Пилато     | Италија                   | 1:06.12  | КВ     |
| 8       | 2    | 6     | Енели Јефимова      | Естонија                  | 1:06.23  | КВ     |
| 9.      | 1    | 6     | Лиса Анђолини       | Италија                   | 1:06.39  |        |
| 10.     | 2    | 1     | Тес Схаутен         | Холандија                 | 1:06.56  |        |
| 11.     | 2    | 2     | Рута Мејлутите      | Литванија                 | 1:06.89  |        |
| 12.     | 1    | 5     | Сатоми Сузуку       | Јапан                     | 1:06.90  |        |
| 13.     | 1    | 7     | Софи Хансон         | Шведска                   | 1:06.96  |        |
| 14.     | 1    | 8     | Јанг Чанг           | Кина                      | 1:07.20  |        |
| 15.     | 2    | 8     | Макарена Себаљос    | Аргентина                 | 1:07.31  |        |
| 16.     | 1    | 1     | Котрина Тетеревкова | Литванија                 | 1:07.48  |        |

### Резултати финала
Финална трка је пливана 29. јула у вечерњем делу програма, са почетком од 21.24 часова по локалном времену.
| Пласман | Стаза | Пливачица       | НОК                       | Резултат | Нап. |
| ------- | ----- | --------------- | ------------------------- | -------- | ---- |
|         | 4     | Татјана Смит    | Јужноафричка Република    | 1:05.28  |      |
| 2       | 6     | Танг Ћентинг    | Кина                      | 1:05.54  |      |
| 3       | 5     | Мона Макшари    | Ирска                     | 1:05.59  |      |
| 4.      | 1     | Бенедета Пилато | Италија                   | 1:05.60  |      |
| 4.      | 3     | Лили Кинг       | Сједињене Америчке Државе | 1:05.60  |      |
| 6.      | 7     | Енгард Иванс    | Уједињено Краљевство      | 1:05.85  |      |
| 7.      | 8     | Енели Јефимова  | Естонија                  | 1:06.50  |      |
| 8.      | 2     | Алина Змушка    | Неутрални спортисти       | 1:06.54  |      |